# 博雷加尔和巴萨克
博雷加尔和巴萨克（法語：Beauregard-et-Bassac）是法国多尔多涅省的一个市镇，属于贝尔热拉克区（Bergerac）维朗布拉尔县（Villamblard）。该市镇总面积12.02平方公里，2009年时的人口为289人。

## 人口
博雷加尔和巴萨克人口变化图示